# Museum Bellerive

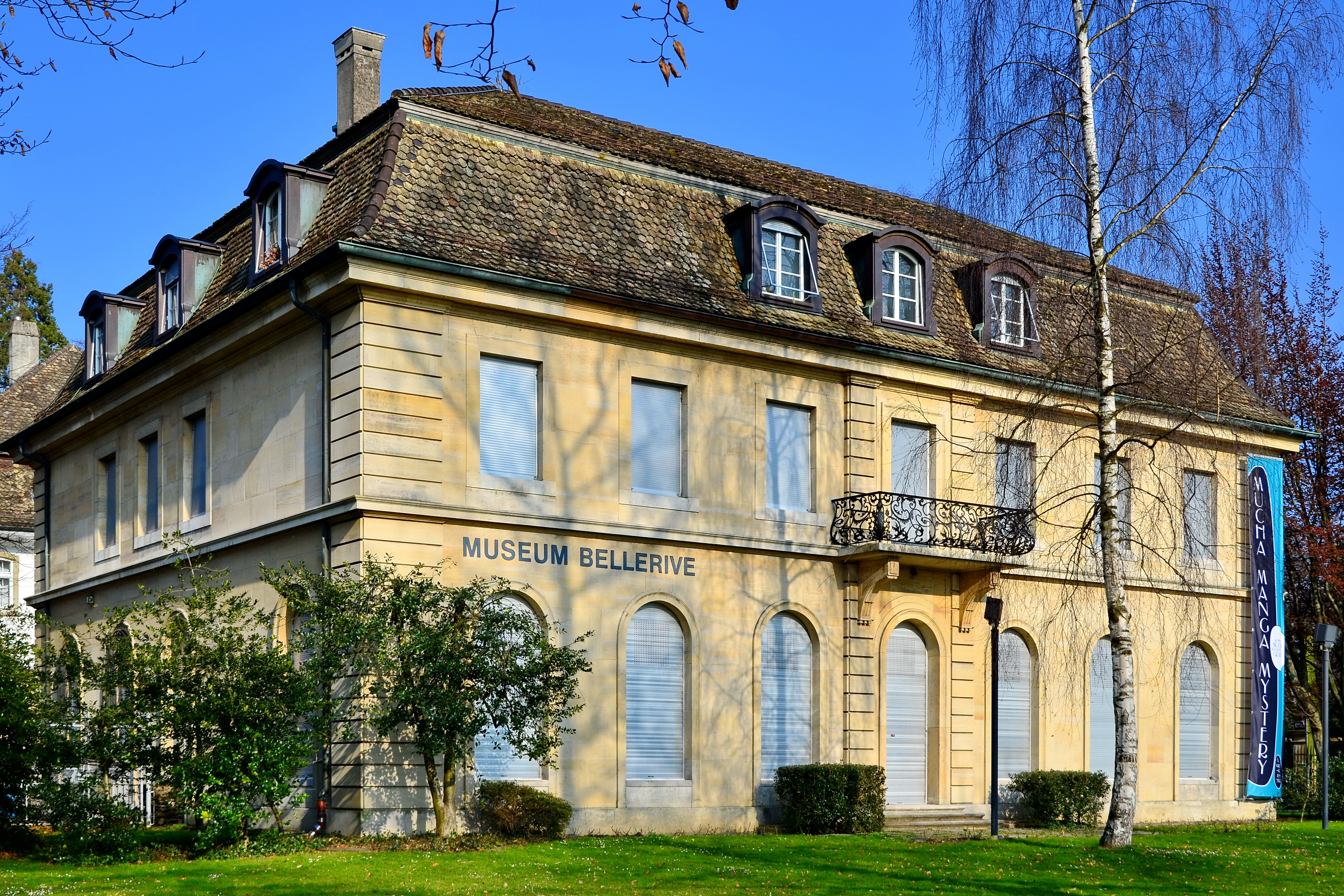
Villa Bellerive

Das Museum Bellerive ist im September 2018 zum Zentrum Architektur Zürich (ZAZ) geworden und wird vorerst drei Jahre als Pilotprojekt betrieben. Das ZAZ ist ein lebendiger Ausstellungs- und Begegnungsort, das sich der Vermittlung baukultureller Fragen an eine breite Öffentlichkeit verschrieben hat. Die Villa Bellerive befindet sich an der Höschgasse in Riesbach, an der rechten Zürichseepromenade, dem Seefeldquai.

## Geschichte
Das um 1700 von der Familie des Statthalters Mathias Landolt erbaute Sommerhaus «Solitüde» stand bis 1924 auf dem Grundstück der heutigen Villa Bellerive. Die Haupthandlung des Jugendbuches Die Turnachkinder im Sommer von Ida Bindschedler spielt in der «Seeweid», wie im Buch die «Solitüde» genannt wird.
Die heute denkmalgeschützte Villa am See wurde im Jahr 1931 für den Seidenkaufmann Julius Bloch-Sulzberger von Gustav Gulls Sohn Erhard (1895–1970) nach den Entwürfen des Berliner Villen-Architekten Alfred Breslauer gebaut. Breslauer und seine Tochter Marianne waren in den 1930er Jahren in die Schweiz emigriert. Die Familie Bloch wohnte zehn Jahre in der Villa, bevor sie in die Vereinigten Staaten auswanderte und diese noch als Sommerresidenz behielt. Julius Bloch war einer der Unterstützer der Notgemeinschaft deutscher Wissenschaftler im Ausland.
Im 1968 eingerichteten Museum Bellerive am Zürichsee brachte das Museum für Gestaltung Zürich seine Sammlung kunsthandwerklicher Objekte unter und thematisierte während knapp 50 Jahren in Wechselausstellungen die Schnittstelle zwischen Kunst, Kunsthandwerk und Design. 2014 erfolgte der Umzug der Kunstgewerbesammlung ins neu geschaffene Sammlungsarchiv des Museum für Gestaltung Zürich im Toni-Areal. Der Ausstellungsbetrieb wurde mit der Rückgabe des Museum Bellerive an die Stadt Zürich im Februar 2017 eingestellt.

## Ausstellungen

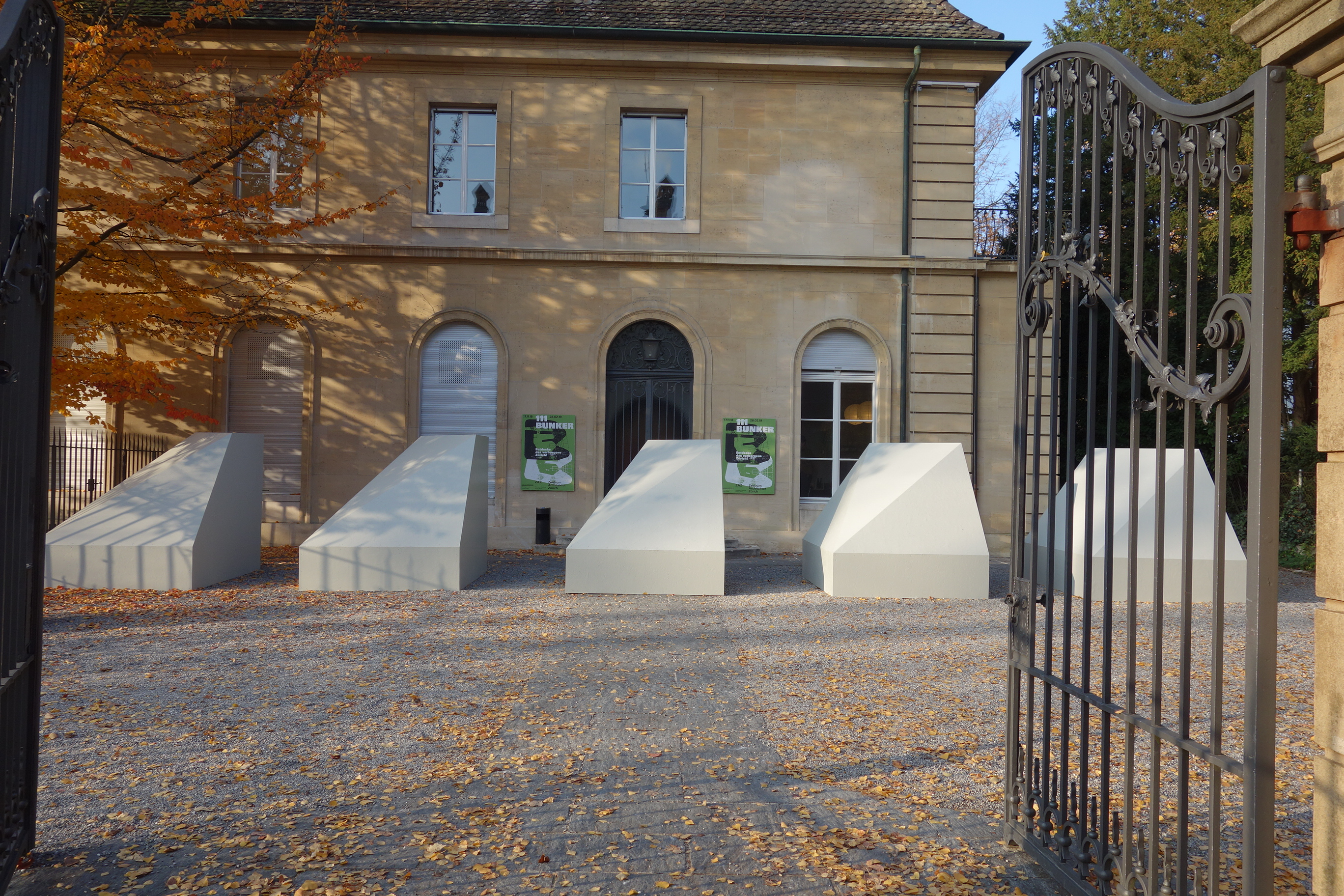
Villa Bellerive: 111 Bunker

Die Wechsel- und Kabinettausstellungen im ZAZ Bellerive werden begleitet von Sonntagsführungen und vielseitigen Rahmenveranstaltungen, die dem Publikum Einblicke in die Stadtentwicklung, Architektur, Wohnkultur und Anforderungen an das urbane Leben eröffnen, sowie den gebauten Raum im Spannungsfeld von Gesellschaft und Umwelt in all seinen Facetten zur Debatte stellen.
Die Eröffnungsausstellung «Zürich–Berlin. Geschichten der Villa Bellerive» erzählte vom 7. September bis 4. November 2018 die Geschichte der Villa Bellerive mit ihrer grossbürgerlichen Wohnkultur der 1930er Jahre. Je ein Raum war der Architektur Vater Breslauers und den Fotografien seiner Tochter gewidmet, deren Werk sich in der Fotostiftung Schweiz befindet.
111 Bunker: Entdecke das verborgene Zürich! vom 17. November 2018 bis 28. Februar 2019: Die bauliche Ausgestaltung der sogenannten Limmatstellung wurde thematisiert. Die Stadt Zürich war 1939 als «obstacle absolu» in die erste Armeestellung einbezogen, dem Stadtkommando unterstellt und mit der Festung Uetliberg links der Limmat befestigt worden. Gleichzeitig fand rund um das Seebecken die Schweizerische Landesausstellung 1939 statt, die von der Geistigen Landesverteidigung geprägt war. Von den während des Zweiten Weltkriegs gebauten Bunkern, Unterständen, Kavernen, Panzersperren, Sprengobjekten und Zivilschutzbunker sind noch 111 Bunker erhalten geblieben. Um diese kennen zu lernen, veranstaltet das Museum Bunkerführungen, Filmabende und Podiumsgespräche, die die Ausstellungsinstallation ergänzen sollen. Auf der speziell erstellten Bunkerwanderkarte sind fünf Bunker-Wanderrouten der folgenden Sperrstellen aufgeführt: Wollishofer Sperre, Seebecken und Limmatufer, Weihermatt und Buechhoger mit den Festungswerken Uetliberg der Militärhistorischen Gesellschaft des Kantons Zürich.
Nach Zürich: Kontroversen zur Stadt - ein Anarchiv vom 4. April bis 25. August 2019: Die Ausstellung zeigte Meilensteine der Stadtentwicklung: Parkanlagen am See von Arnold Bürkli, genossenschaftlicher Wohnungsbau des Roten Zürich, Modernisierung der Nachkriegszeit mit Metropolenträumen und gescheiterten Verkehrsprojekten, Bau der S-Bahn und grossflächige Urbanisierung zum Metropolitanraum sowie Gentrifizierung und innere Verdichtung der letzten zwei Jahrzehnte.
«Wie wollen wir wohnen?» vom 19. September 2019 – 31. Januar 2020: Der Regionalverband Wohnbaugenossenschaften Zürich wurde 100 Jahre alt. Dieses Jubiläum feierte der Verband mit einem viermonatigen Festival im ZAZ und gründete dazu die Genossenschaft Bellerive. Die Ausstellung WIE WOLLEN WIR WOHNEN? vermittelte einer breiten Öffentlichkeit einen Einblick in die Arbeit der Wohnbaugenossenschaften, diskutierte Gegenwart und Zukunft des genossenschaftlichen Lebens und ermöglichte ein besseres Verständnis für die Geschichte und die Werte der Gemeinnützigkeit. Mit dem Eintrittsticket wurden die Besucher automatisch Mitglieder der Genossenschaft Bellerive. Als Genossenschaftsmitglieder konnten sie mitbestimmen, wie in der Villa Bellerive gelebt wird. In der Ausstellung ging es daher immer auch um die eigene Haltung: diese wurde erfragt, inspiriert und möglicherweise auf den Kopf gestellt.
FRAU ARCHITEKT. Seit mehr als 100 Jahren: Frauen im Architektenberuf vom 28. Februar bis 19. Juli 2020: Die Ausstellung «Frau Architekt» zeigte Porträts von deutschen und Schweizer Pionierinnen und Vertreterinnen der Baukultur. Die Schau erzählte die Architekturgeschichte neu – aus der Perspektive von Frauen, die seit über 100 Jahren die Architektur prägen und gestalten.
«Zürich 1980. Bewegter Alltag: Fotografien von Gertrud Vogler & Poetische Provokationen: Die Sprache der Bewegung» vom 3. September 2020 bis 7. März 2021: Das ZAZ präsentierte in jenem Herbst und Winter zwei Teilausstellungen. Im EG zeigte es Fotografien der WOZ-Fotografin Gertrud Vogler – Abzüge von Originalen des Sozialarchivs Zürich. Die zweite Teilausstellung befand sich im OG und beschäftigte sich mit den Kommunikationsmitteln der 80er-Jugend (Flugblätter, Zeitschriftenbeiträge, Bücher, Audio- und Video-Material).
«Critical Care. Architektur für einen Planeten in der Krise» vom 26. März bis 29. August 2021: Der Planet Erde befindet sich in einem ökologisch, ökonomisch und sozial fragilen Zustand. Mit 21 internationalen Projekten, die vom Architekturzentrum Wien (Az W) erarbeitet und 2019 ausgestellt wurden, sowie 22 Schweizer Beiträgen, die mittels eines Open Calls selektiert wurden, brachte die Ausstellung Ideen zutage, wie man dem Planeten Sorge tragen kann. Zusätzlich stellte die Gruppe Countdown 2030 im ZAZ-Kabinett Wettbewerbsbeiträge zum Thema CO2-Ausstoss aus.

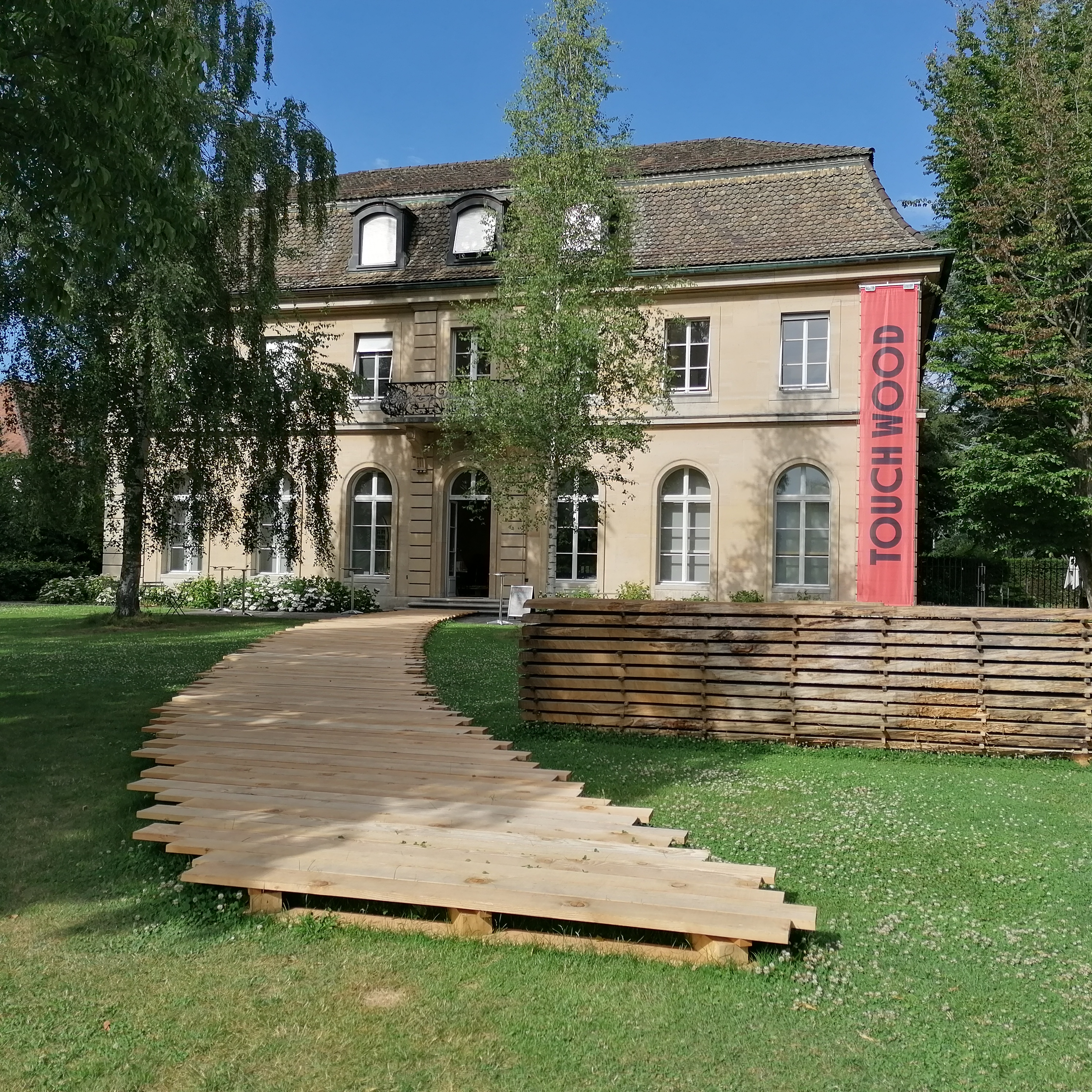
Museum Bellerive: Touch Wood

«Touch Wood» Ausstellung vom 10. Juni – 30. Oktober 2022: Rund um das Material Holz werden in Architektur und Städtebau interessante Auseinandersetzungen über die Zukunft geführt: so zum CO2-Ausstoss, zur Entwicklung der Technologie, zu Veränderungen der Stadtlandschaften oder unserem Verhältnis zur Natur.